# Stenskärskobben
Stenskärskobben är en ö i Finland. Den ligger i Norra Östersjön eller Skärgårdshavet och i kommunen Hangö i den ekonomiska regionen  Raseborg i landskapet Nyland, i den sydvästra delen av landet. Ön ligger omkring 120 kilometer väster om Helsingfors.
Öns area är 0,6 hektar och dess största längd är 120 meter i sydväst-nordöstlig riktning.